# おうみ (掃海艇)
おうみ（ローマ字：JDS Oumi, MSC-644、YAS-95）は、海上自衛隊の掃海艇。たかみ型掃海艇の15番艇。
艇名は青海島に由来する。日本海軍、海上自衛隊 初の艦艇名だが、海軍の八八艦隊計画の戦艦の予定名に旧国名由来の「近江」があり発音としては同じである。
補給艦「おうみ」に継承されたが、この艦名は「琵琶湖の古名の『淡海』」が由来である。

## 艦歴
「おうみ」は、第4次防衛力整備計画に基づく昭和49年度計画掃海艇344号艇として、日立造船神奈川工場で1975年6月20日に起工され、1976年5月28日に進水、1976年11月18日に就役し、同日付で第2掃海隊群隷下に新編された第47掃海隊に「ふくえ」、「かつら」とともに編入された。定係港は大湊。
1982年3月27日、第47掃海隊が大湊地方隊函館基地隊に編入。
1993年2月9日、特務船に種別変更され、船籍番号がYAS-95に変更。鹿児島試験所に編入。
1999年3月5日、除籍。